# Tundră
- Pentru alte utilizări ale termenului de tundră, accesați pagina Tundră (dezambiguizare)

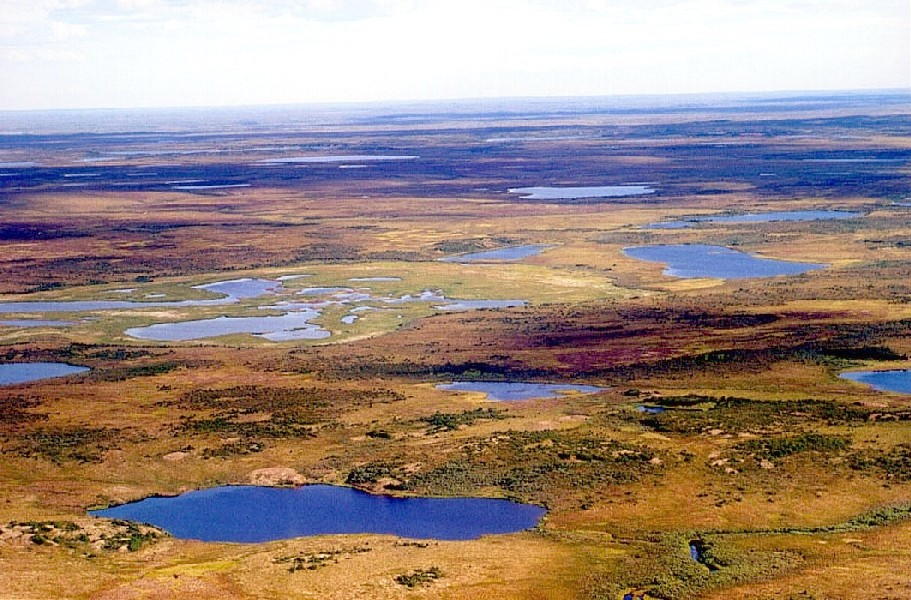
Tundra siberiană

Tundra este o regiune situată în emisfera nordică ocupând regiunile cu climă subarctică (extremitatea nordică a Europei, Asiei și Americii de Nord), iar local în zone de altitudine de peste 3.000 de m, după linia arborilor (uneori, la altitudini mai joase, depinzând de biotemperatura locului) și în unele regiuni din sudul Oceanului Înghețat sau al Oceanului Arctic.
În ciuda faptului că zone însemnate de tundră se găsesc în emisfera nordică, datorită masei continentale extrem de mare concentrată în nordul Americii de Nord (Canada), în Europa (țările scandinave și Rusia europeană) și în Asia (Federația rusă), totuși climatul de tundră este larg răspândit pe tot globul, mai exact pe toate continentele, la altitudini menționate, urmând îndeaproape climatul alpin.

## Clima
Clima tundrei este neprielnică organismelor. Creșterea și înmulțirea organismelor vii este foarte dificilă din cauza condițiilor naturale. Temperatura poate ajunge până la -50/-40°C iarna, iar vara media e de 5°C. Luminozitatea este redusă. Solurile sunt foarte sărace. Vânturile sunt reci și micșorează temperatura simțită subiectiv de organisme.

## Flora
Vegetația  tundrei este foarte săracă. Condițiile specifice (perioadă scurtă de vegetație, vânturi, îngheț peren, soluri reci și suprasaturate cu apă), au determinat la plante apariția unor adaptări caracteristice. Tundra este formată din plante cu înălțimi reduse (arborii lipsesc complet), de obicei perene, cu sistem radicular superficial. Predomină mușchii și lichenii, gramineele, unele plante cu flori viu colorate, iar în sud, arbuștii pitici și tufișurile scunde (salcie polară, mesteacăn pitic).

## Fauna
Zona de tundră este slab populată. Rozătoarele mici și câteva feluri de păsări trăiesc în tunelele făcute în zăpadă, hrănindu-se cu mușchi și licheni - plantele specifice tundrei. 
Odată cu sosirea perioadei de dezgheț, tundra este populată de păsările acvatice sosite din țările calde: rațe, gâște, lebede, pescăruși, cufundari, nagâți, cocori etc. Apariția în tundră a păsărilor călătoare atrage și anumite răpitoare înaripate: vulturi, șoimi, șorecari. Deopotrivă cu păsările călătoare se întâlnesc și păsări sedentare, adaptate la condițiile aspre ale mediului. Erbivorele sunt reprezentate de iepure, ren, leming, care, la rândul lor, servesc drept pradă carnivorelor - vulpea, bufnița polară, hermina, lupul.

## Articole pe teme de glaciologie
- Aisberg
- Alpii înalți
- Antarctica
- Arctica
- Ablație (fenomen)
- Balanța masei unui ghețar
- Banchiză
- Calotă glaciară
- Calotă polară
- Circ glaciar
- Climatul calotelor polare
- Criosferă
- Ecoton, tranziția între două comunități ecologice
- Efectul de trecere, efectul de contrast între mediile diferite ale unui ecosistem
- Efectul Massenerhebung
- Gheață
- Ghețar
- Glaciologie
- Încălzirea globală
- Înzăpezire
- Lac glaciar
- Linia arborilor
- Linia ghețarilor
- Linia înghețului
- Linia de îngheț (astrofizică)
- Linia zăpezii
- Listă de țări în care ninge
- Listă de lacuri din România
- Morenă
- Nivologie
- Sculptura în gheață
- Spărgător de gheață
- Tundră
- Tundră alpină
- Zăpadă
- Zonă de ablație
- Zonă de acumulare